# X
 Ovo je glavno značenje pojma X. Za druga značenja pogledajte X (razdvojba).
X (malo x) je 24. slovo engleske latinice. U hrvatskoj latinici piše se i izgovara ovako: ks. U Vukovoj reformiranoj ćirilici predstavlja slovo H. Znači i:
- rimski broj 10.